# Erling Kroken
Erling Kroken (* 12. November 1928; † 5. Oktober 2007 in Bærum) war ein norwegischer Skispringer.
Seinen ersten großen Erfolg erreichte Kroken mit dem Gewinn der Norwegischen Meisterschaft 1951 in Narvik, wo er auf dem Fagerlibakken mit 78,5 m einen neuen Schanzenrekord erreichte. Beim Springen auf dem Skuibakken in Bærum im gleichen Jahr gewann er mit 83,5 Metern. Zwei Jahre später gehörte er zum norwegischen Team für die erste Vierschanzentournee 1953. Dabei konnte er das zweite Springen am 4. Januar 1954 in Oberstdorf gewinnen, nachdem er am 1. Januar bereits den 8. Platz in Partenkirchen erreichte. Im dritten Springen in Bischofshofen kam er auf den 9. Platz. In der Gesamtwertung kam er damit auf den 11. Platz. Bei der Nordischen Skiweltmeisterschaft 1954 im schwedischen Falun wurde er am Ende Siebenter.